# Кастело д'Инвреа (Савона)
Кастело д'Инвреа је насеље у Италији у округу Савона, региону Лигурија.
Према процени из 2011. у насељу је живело 19 становника. Насеље се налази на надморској висини од 49 м.